# الکساندر ترتیاکوف (اسکلتون‌سوار)
الکساندر ترتیاکوف (روسی: Александр Владимирович Третьяков؛ زادهٔ ۱۹ آوریل ۱۹۸۵) ورزشکار اسکلتون اهل روسیه است.
وی همچنین برندهٔ جوایزی همچون نشان دوستی شده‌است.